# Karel Roth
Karel Roth (30. října 1829 Horažďovice – 18. května 1888 Praha) byl český advokát a politik, v 2. polovině 19. století poslanec Českého zemského sněmu a předlitavské (rakouské) Říšské rady.

## Biografie
Vystudoval gymnázium v Plzni, kde ho učili Josef František Smetana a František Václav Karlík. V období let 1848–1852 absolvoval práva na Karlo-Ferdinandově univerzitě. Jako student se zapojil do veřejného života, přispíval do Havlíčkových Národních novin. Po škole pracoval od roku 1853 v Chrudimi, zpočátku jako koncipient v kanceláři advokáta Emanuela Pippicha, od roku 1868 ve vlastní kanceláři. Dlouhodobě zasedal v obecním zastupitelstvu a obecním výboru Chrudimi. Zasloužil se o zřízení odborné školy pro zpracování dřeva v Chrudimi roku 1882. Inicioval také vznik chrudimské záložny. Spoluzakládal akciový pivovar a cukrovar, podporoval výstavbu železnic. Za zásluhy o rozmach školství mu by na návrh ministerstva udělen Řád Františka Josefa, získal také čestné občanství města Chrudim (1864).
Po obnovení ústavního života v Rakouském císařství počátkem 60. let 19. století se zapojil do zemské a celostátní politiky. V zemských volbách v Čechách v roce 1861 byl zvolen v městské kurii (volební obvod Chrudim – Heřmanův Městec) do Českého zemského sněmu. Zvolen byl jako oficiální český kandidát, tedy s formální nominací od českého volebního výboru (Národní strana). Mandát obhájil za týž obvod v zemských volbách v lednu 1867 i v krátce poté konaných zemských volbách v březnu 1867. Čeští poslanci tehdy kvůli odporu k ústavnímu směřování Rakouska-Uherska praktikovali politiku pasivní rezistence, při níž bojkotovali práci zemského sněmu. Kvůli absenci tak byli zbavování mandátů a v nově vypsaných doplňovacích volbách byli vesměs manifestačně voleni znovu. Roth byl takto zbaven mandátu pro absenci v září 1868. Zvolen byl znovu v doplňovacích volbách v září 1869. V srpnu 1868 patřil mezi 81 signatářů státoprávní deklarace českých poslanců, v níž česká politická reprezentace odmítla centralistické směřování státu a hájila české státní právo.
Mandát obhájil v řádných zemských volbách v roce 1870 a zemských volbách v roce 1872. Následovala opět ztráta mandátu pro neúčast na práci sněmu a opětovné zvolení v doplňovacích volbách v říjnu 1873. Toto se několikrát opakovalo, opětovně byl zvolen v doplňovacích volbách roku 1874, na jaře 1875, a v únoru 1876.
V téže době také zasedal v Říšské radě (celostátní zákonodárný sbor), kam ho vyslal zemský sněm poprvé roku 1871(tehdy ještě Říšská rada nevolena přímo, ale tvořena delegáty jednotlivých zemských sněmů). Nedostavil se do sněmovny, proto byl jeho mandát 23. února 1872 prohlášen za zaniklý. Do vídeňského parlamentu byl zvolen i v prvních přímých volbách do Říšské rady roku 1873 za kurii měst, obvod Čáslav, Kutná Hora atd. I nyní ale postupoval ve shodě s českou politickou reprezentací a bojkotoval práci parlamentu. Z politických důvodů se nedostavil do sněmovny, čímž byl jeho mandát i přes opakované zvolení prohlášen za zaniklý. Mandát obhájil v tomto obvodu ve volbách do Říšské rady roku 1879 (nyní již Češi své mandáty aktivně převzali). Rezignaci na poslanecké křeslo oznámil na schůzi 30. listopadu 1880.
Po volbách v roce 1879 se na Říšské radě připojil k Českému klubu (jednotné parlamentní zastoupení, do kterého se sdružili staročeši, mladočeši, česká konzervativní šlechta a moravští národní poslanci).
Po odchodu z vysoké politiky se uchýlil do soukromí do Chrudimi, kde vykonával advokátskou profesi. Trpěl psychickými problémy, které se datovaly již do konce 60. let 19. století, kdy zemřelo všech jeho pět dětí. V roce 1886 byl postižen duševní chorobou, k níž se přidala i rakovina nosu. Přestál operaci nádoru, ale na jaře 1888 se psychická choroba vrátila a po 14 dnech jí podlehl.